# My Obsession
My Obsession è un singolo del gruppo musicale tedesco Cinema Bizarre, pubblicato il 27 novembre 2009 come secondo e ultimo estratto dal secondo album in studio ToyZ.
Il brano è anche l'ultimo singolo della band berlinese prima dello scioglimento avvenuto nel 2010.

## Descrizione
Il brano era stato in origine scelto come primo singolo tratto da ToyZ, ma poiché trapelò illegalmente in rete prima del debutto ufficiale, la band optò per I Came 2 Party come singolo d'apertura del disco e la pubblicazione di My Obsession fu posticipata. Fu estratto come secondo singolo degli album ToyZ e BANG!, ma a causa della mancanza di promozione successiva, il brano fu un insuccesso commerciale.
Il singolo uscì in due versioni: la standard in Germania e quella Premium in Europa, che conteneva anche un video retroscena del tour con Lady Gaga e un poster.

## Video musicale
La canzone è stata accompagnata da due videoclip diversi, entrambi pubblicati sul canale YouTube del gruppo.

## Tracce
CD singolo (Germania)
1. My Obsession (Original Edit) – 3:58
2. My Obsession (Eniac Kino Edit) – 3:30

CD singolo premium (Europa)
1. My Obsession (Original Edit) – 3:58
2. Clip Bizarre - Toyz of Fame – 12:00

## Formazione
- Strify – voce
- Yu – chitarra
- Kiro – basso
- Romeo – tastiera e seconda voce
- Shin – batteria